# ミナミセミクジラ
ミナミセミクジラは、偶蹄目セミクジラ科セミクジラ属に属するヒゲクジラである。北半球に分布するセミクジラおよびタイセイヨウセミクジラおよびホッキョククジラと近縁であり、セミクジラ属では唯一個体数の回復が確認されているが、危機的な状況に置かれている個体群も存在しているだけでなく、回復が見られる個体群も捕鯨時代以前の本来の個体数に回復できない可能性があるとされる。

## 概要
遺伝子分類上の研究では、北太平洋に分布するセミクジラと（タイセイヨウセミクジラよりも）近縁である。
最大体長は18メートル以上、最大体重は80 - 90トン以上。出生時の体長は4.5 - 6メートルほどである。
セミクジラ属3種の形態的な差異は概して少ないものの、大きさ、頭部隆起物（ケロシティ）の位置・形状および量、付着生物の種類、頭骨の形状、ひげ板の色と形状、胸鰭の対比サイズと形状などに若干の違いが見られる。
他のセミクジラ属と異なり、体の大部分が白変化した子鯨がしばしば見られ、その大多数は成長するにしたがって徐々に体色が黒くなるが、一部は成熟しても体色を維持したり全体的に灰色に近い体色に変化する。
また、他のセミクジラ属同様に下顎や下腹部にかけて不定形の白い模様を持つ個体も少なくないが、背中側にも白変部を持つ個体が存在するのも本種に見られる特徴である。

## 生態

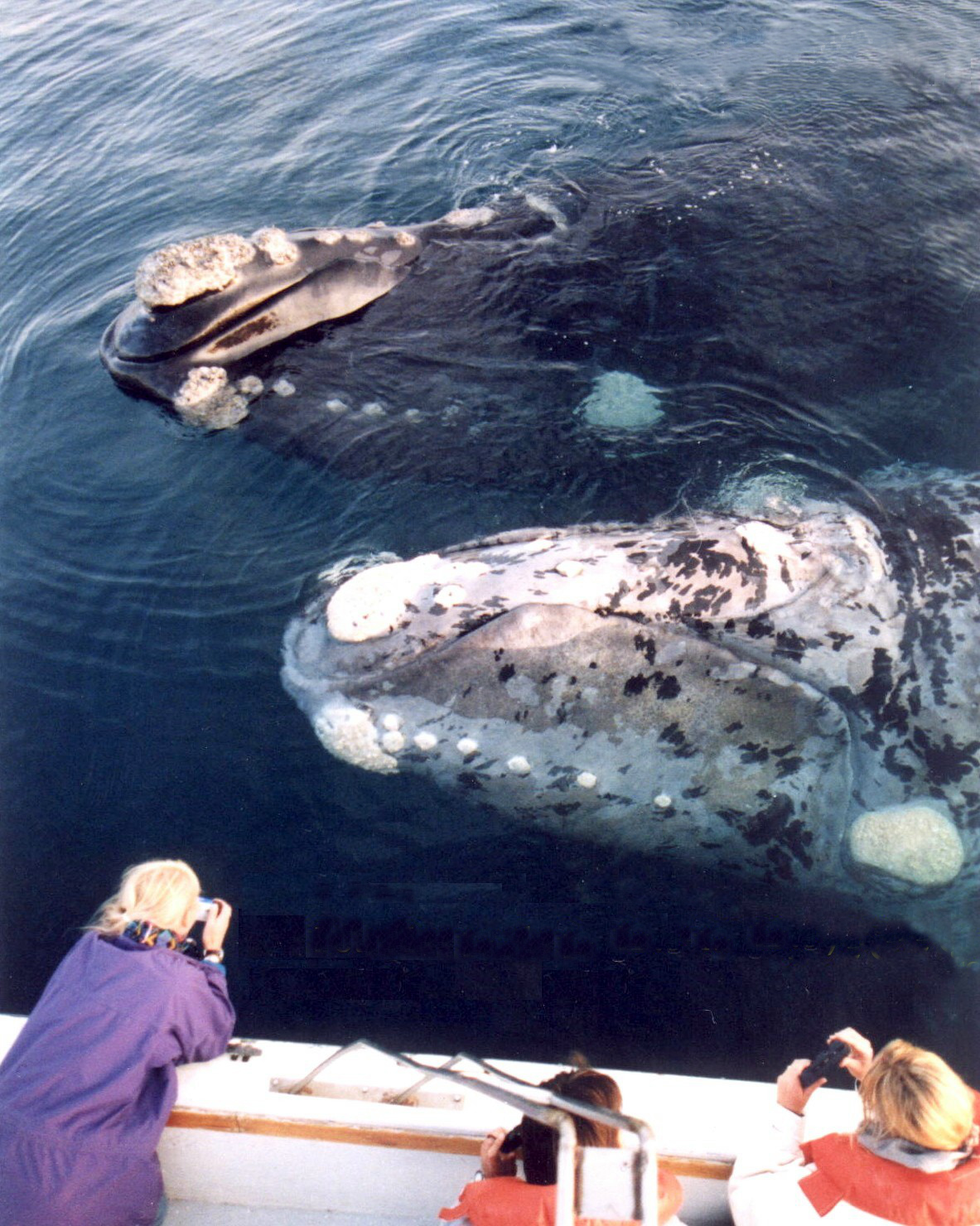
体色のパターン（バルデス半島）。

他のセミクジラ属同様に、海面で多くの時間を過ごし、しばしばジャンプするなどの活発な行動（英語版）を見せる。また、「セーリング」（英語版）と呼ばれる、尾鰭を海面上に上げて静止する行動を見せる。また、他のセミクジラ科と同様に濾過摂食性である。
セミクジラ科は概して穏やかで好奇心が強く、人間とも積極的に交流を持とうとする事も少なくない。「地球上で最も優しい生物」と称される事もある。また、他のヒゲクジラ類やイルカ類などの鯨類やオタリアやニュージーランドアシカなどの鰭脚類と交流する姿が時折見られ、とくにザトウクジラとは種を超えた交尾行動が確認されたり、ザトウクジラの群れがミナミセミクジラをシャチから守るかのような光景（2種による混合円陣）も観察されている。
また、母親からはぐれたり母親を亡くしたと思わしい子鯨を、他の母鯨が拒絶せずに授乳する姿が観察されたり、孤児の可能性があるザトウクジラの子供に付き添っている光景も見られたことがある。この他にも、捕鯨時代には母親を殺された子鯨達が陸揚げされた母親達の死骸を追って停泊所に接近する（自ら陸上に上がろうとする）光景も見られたとされるが、当然ながらこの孤児となった子鯨達もその後に生存できた保証はない。
生後3-6年に成熟を始め、8-10年に初出産をする。他のセミクジラ属と同様に、通称「SAG」と呼ばれる集団による繁殖行動を行う。雄同士が暴力的な競合を行わずに、代わりに複数の雄が雌と交代で交尾を行うという乱交型であり、4.5リットル（1ガロン）もの精子で他の雄の精子を洗い流す。しかし、北太平洋のセミクジラに確認されている「歌」は、本種やタイセイヨウセミクジラに関しては記録されていない。
シャチからの襲撃への対策として、自然界に由来する騒音が多く、シャチの行動を抑制できる浅瀬を積極的に利用することが知られる。また、マッコウクジラで主に観察される「マーガレット・フォーメーション」と呼ばれるシャチに対する集団での防衛陣形が本種でも観察されたことがある。その他にも、セミクジラ科（セミクジラ属とホッキョククジラ）、コククジラ、ザトウクジラ（「fight species」）はシャチの襲撃に対して戦うことで抵抗する傾向が他のナガスクジラ科（「flight species」）よりも強く、本属を含む「fight species」は1500ヘルツ以上の音域で鳴くのに対して「flight species」は100ヘルツ以下の音域で鳴く。この差異もシャチへの対策への違いとして発生した可能性がある。
最も長生きした個体の年齢が70歳であることを除けば、寿命に関しては不明な点が多かったが、2024年12月に発表された結果によると、本種はこれまでの推定よりも大幅に長く生きる可能性が指摘されており、最大で130-150歳以上に達するともされている。これはタイセイヨウセミクジラの平均22歳よりも大幅に長いが、この違いは人間による悪影響を受ける程度の差と考えられる。なお、比較的に近縁なホッキョククジラの寿命は200-268年以上に達する可能性がある。
なお、セミクジラ科の排泄物は他の大型鯨類と同様に海洋生態系にとって重要な資源となり気候変動への対策にもなり得ることが示唆されており、セミクジラ属を含む大型鯨類の激減が海洋生態系全体の生産力を悪化させてきた可能性がある。なお、セミクジラ科の糞は（餌の関係からか）臭気が際立っているとされる。
2022年には、調査個体の染色体の解析によってインターセックスの個体が発見されている。
- 海面での行動事例（英語版）
- ブリーチング（西ケープ州）
- セミクジラ属に共通するV字型やハート型のブロー
- セーリング（英語版、バルデス半島）

## 分布と生息状況

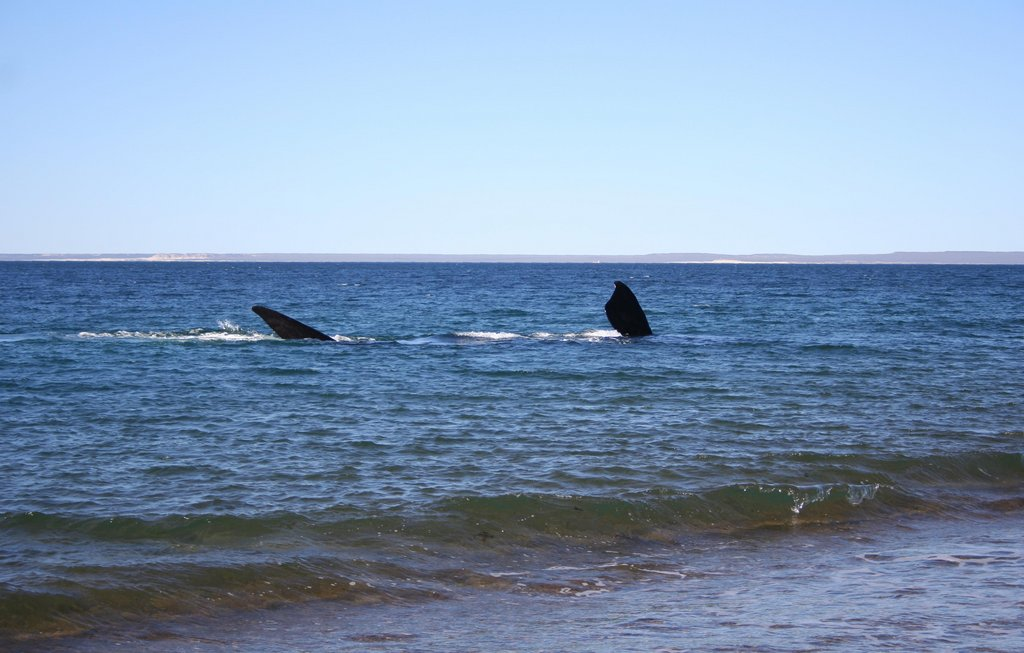
波打ち際付近でのペックスラップ（バルデス半島）

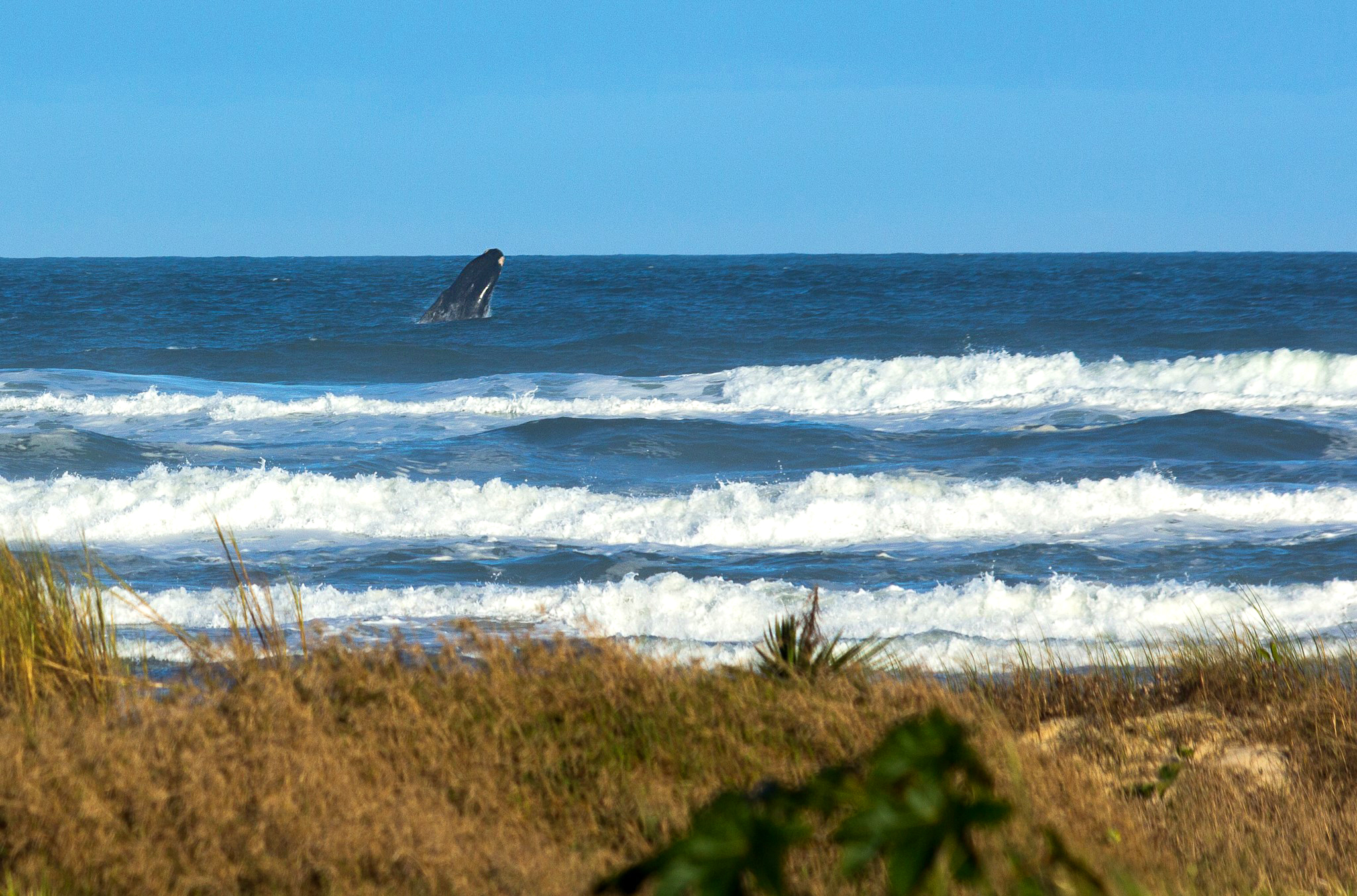
ブリーチング（ジャグァルナ）

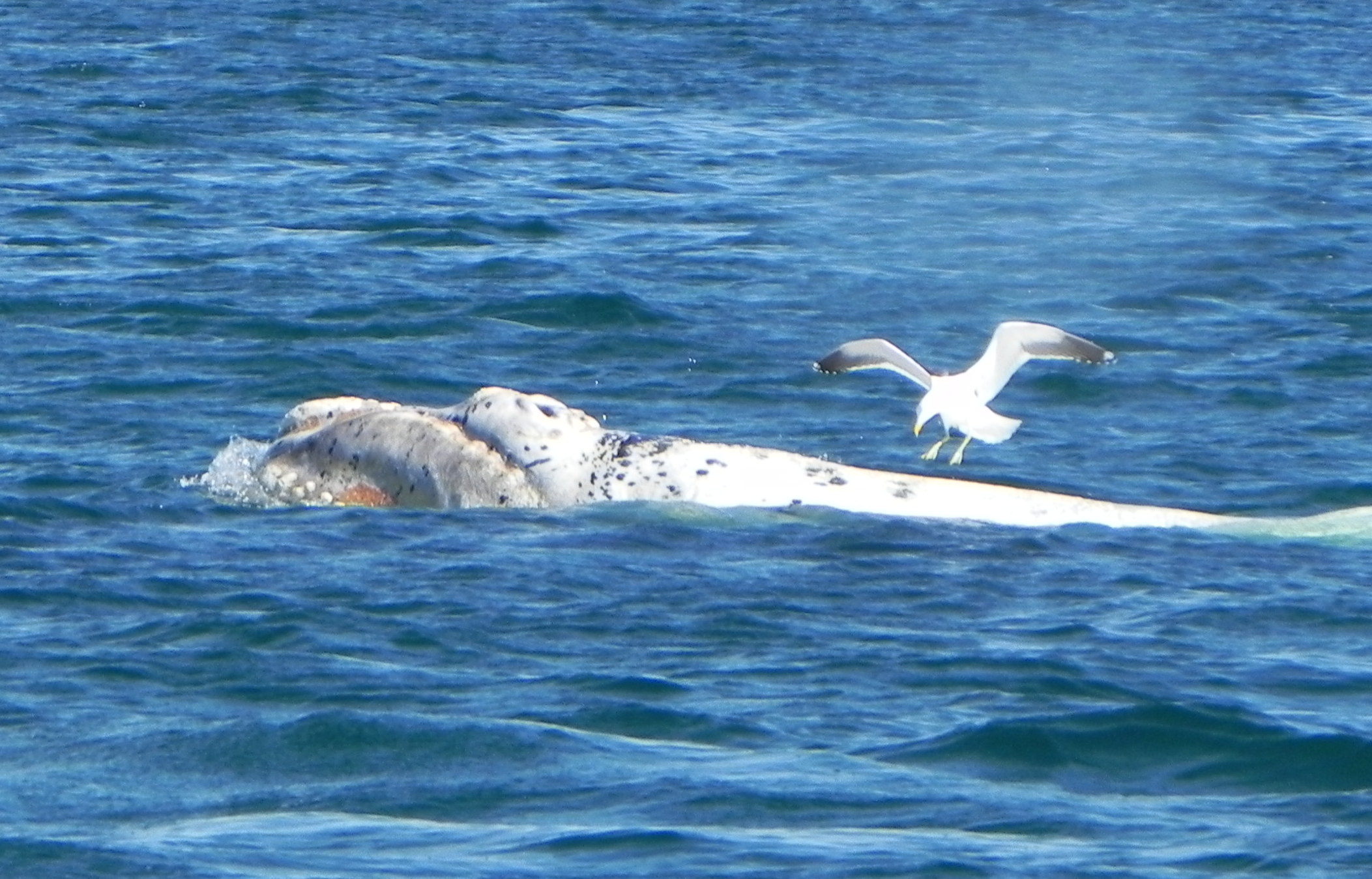
子鯨を襲うカモメ（バルデス半島）

南半球の南極海から熱帯にかけての広範囲の沿岸や沖合に分布する。ザトウクジラとは、共に沿岸性であり、回遊経路や繁殖海域を共有する事も少なくないが、通常のミナミセミクジラの冬季の分布は、ザトウクジラよりも南方に位置する事が多い。北半球のセミクジラ・タイセイヨウセミクジラと異なり、全体的な個体数にある程度の回復が見られ、現在は南半球全体では低危険種と言える個体数に回復した。
しかし、それでも本来の生息数にはほど遠く、セミクジラ属に共通して増加速度も遅いため、南半球において本種とシロナガスクジラとナガスクジラの各々が捕鯨時代以前の本来の生息数の50%未満に達するには西暦2100年までかかると予想されている。
現存する個体群では、チリ・ペルーの地方個体群は残存個体数が数十頭前後と絶滅寸前にカテゴライズされており、2017年にアイセン・デル・ヘネラル・カルロス・イバニェス・デル・カンポ州のペナス湾（英語版）にて少数の親子が地元のツアーガイドによって偶然に発見されてその後も同じツアーガイドによってこの地が少数の親子に利用されていると確認されるまでは、現在の主要な生息域すら把握できていなかった。
また、たとえばニュージーランド、オーストラリア、キリバスなどの南太平洋の低緯度海域の島々、マゼラン海峡やビーグル海峡、トリスタンダクーニャやゴフ島、アフリカ南西部、アフリカ南東部、モーリシャスや周辺の島々、チャゴス諸島の周辺やココス諸島、南インド洋、ブラジルの中部から北部など、本来の分布や回遊が喪失したために近年の確認数が少なかったり消失した可能性がある地域も散見される。
さらには、回復が徐々に見られている国家でも回復の程度には地域間に差が見られ、以下の様にホエールウォッチングを行っている国々やその周辺でも、たとえばタスマニアやオーストラリアの南東部から東海岸など、依然として生息数や回遊が回復できていない地域も散見される。
しかし一方で、個体数の回復が比較的に良好な場合は過去の分布への回帰が見られる場合もあり、例えばエレファント島、サウスジョージア・サウスサンドウィッチ諸島、フォークランド諸島などにおいて確認されている。同諸島は世界初のイワシクジラのホットスポットに認定され、この地域においてはミナミセミクジラはそれまでは散発的に目撃されていたが、2018年に急増して以降は本種による安定した利用が確認されている。
近年、バルデス半島などのアルゼンチンの沿岸に目立つが、カモメがミナミセミクジラを襲撃して皮膚や皮下脂肪をついばむ行動が確認されており、授乳が妨害されるなどのストレスなどによって子鯨が十分な脂肪を蓄えられず、子鯨の生存率が低下したり大量死も発生している。この現象の背景は厳密には解明されてはいないが、人間が排出した有機廃棄物によってカモメが過剰に増加した可能性が指摘されている。
また、アルゼンチンや南アフリカやオーストラリアなど各地で繁殖率や体重の大幅な低下や減少が確認されており、これまでの生息地への来遊への減少も見られている。これは、地球温暖化の影響によって餌となる生物の発生量が減少したり発生場所が変化したことから、栄養を十分にとれないことが原因だと推測されている。オーストラリアでの統計から、それまで見られていた個体群の回復が停滞しはじめ、捕鯨時代以前の本来の生息数にまで回復しきれない可能性が指摘されている。
さらに、厳密な原因は不明だが、たとえば赤潮などが示唆される大量死も発生している。

## 人間との関係

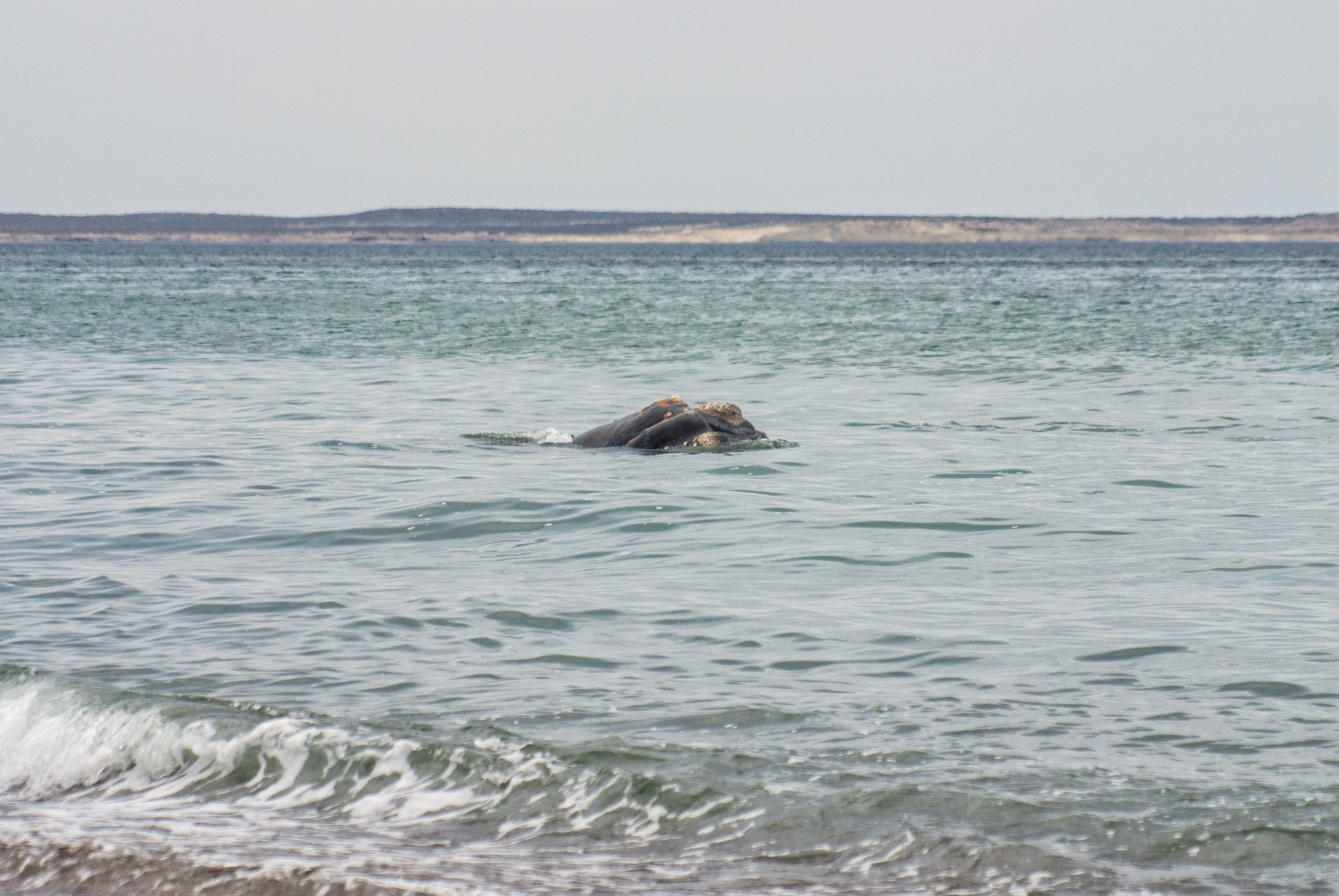
海岸からの観察（プエルト・マドリン）

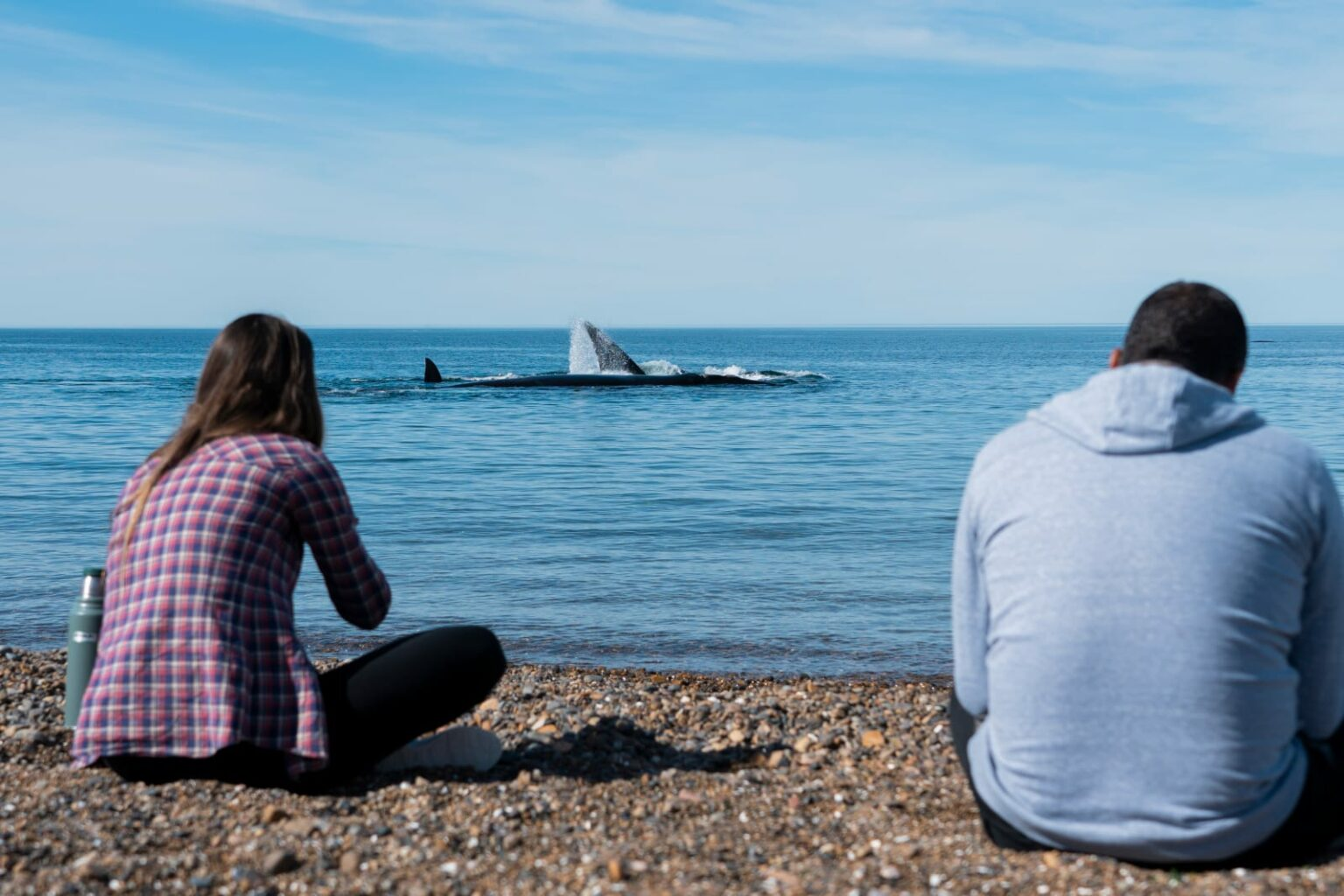
海岸からの観察（エルドラディージョ海岸）

捕鯨終了後、本種の生態の解明に大きく貢献したのが、バルデス半島におけるロジャー・ペイン博士（英語版）によるミナミセミクジラとの交流や観察の記録である。
海岸や湾内に頻繁に現れるので、陸上からのホエールウォッチングが可能であるが、同時に、人間の生活圏に非常に近い範囲に生息するため、船舶との衝突や漁網への混獲などはセミクジラ属に共通する脅威となっている。また、好奇心が強く人懐っこいので、自ら人間やボートに接近する事も多く、時には人間とスキンシップを持ったり、遊泳者やカヤッカーやパドルボーダーを背中に乗せたり触れたりすることもある。そのため、海水浴客やサーファーなどが不用意にセミクジラに接近し、触ったり、背中に乗るなどの不謹慎な行為を行い、処罰が検討されることもある。
2015年には、シドニーの沿岸にて、クジラヒゲにプラスチックごみが絡まっていた個体が漁師たちに接近し、人間がプラスチックごみを取り除ける様に何度も姿勢を調整して頭を持ち上げ、漁師の一人がごみを除去することに成功したという観察記録が存在する。
また、南半球の各地に本種の捕鯨を目的に開墾された町や村などが多数存在し、オタゴ地方、モウトホラ島（英語版）、南タラナキ湾、ファンガレイ湾（英語版）、フォーボー海峡、ライト・ホエール湾（英語版）、ライト・ホエール・ロックス（英語版）、ウォルビスベイ、プンタ・バジェーナ（英語版）, ワイングラス湾など、本種にちなんだ地名が残されている地域も散見される。
セミクジラ科は「アンブレラ種」であり、セミクジラ達の保護を促進する事によって他の鯨類や他の面の環境保護も恩恵を受けるとされる。

### 捕鯨

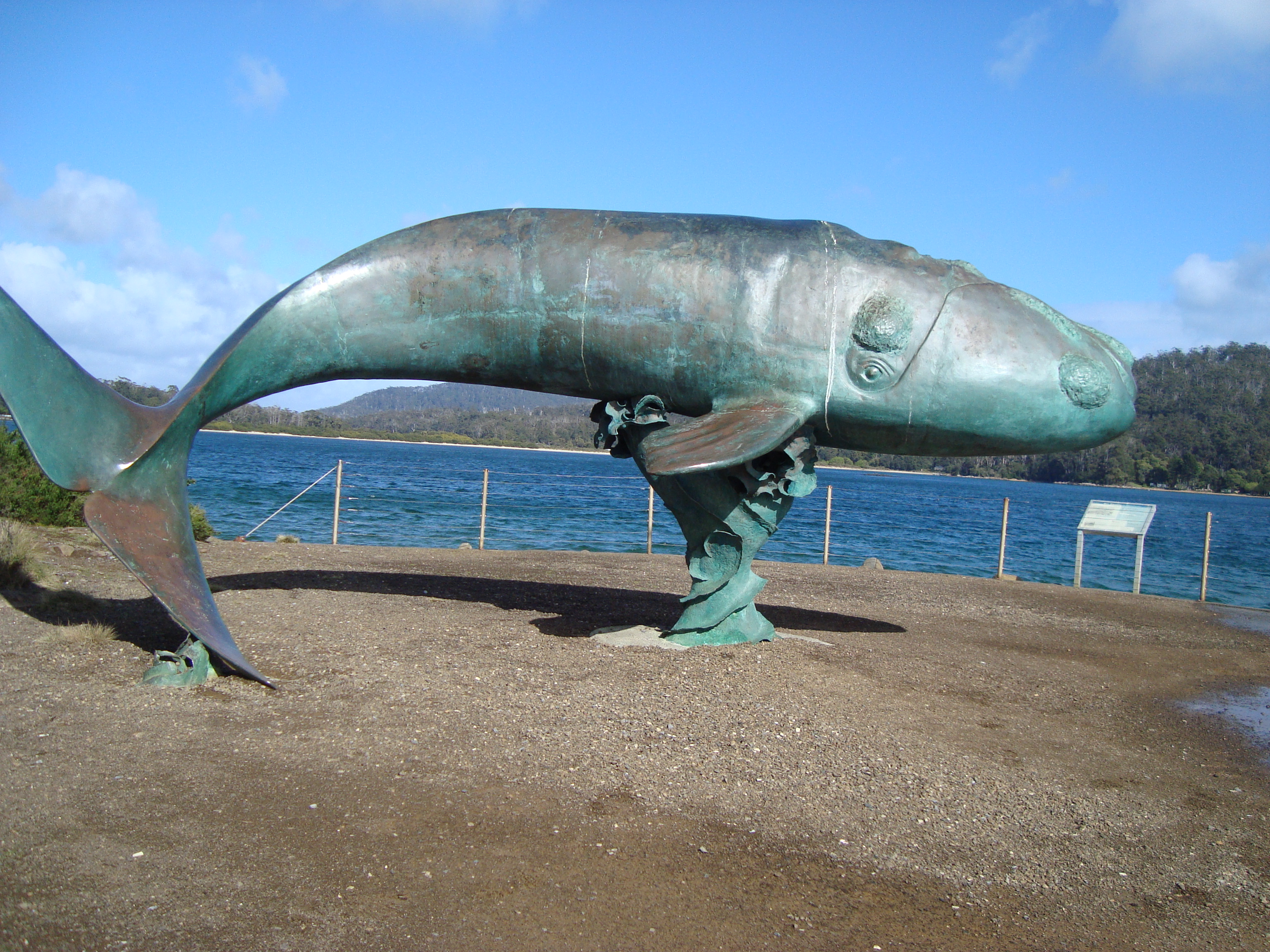
捕鯨基地の跡地を示す彫像（コックル・クリーク）

セミクジラ属は大人しくて人懐っこく、海岸からも観察できる程に沿岸性が強いなどの理由から格好の捕鯨の対象とされ、英語名の「Right Whale」や学名の「Eubalaena」も「真の鯨」や「善良な鯨」または「（捕獲するのに）都合のよい鯨」などを意味し、全世界で絶滅危惧になるほどに生息数を減らした。
タスマニア州・ホバート近郊のダーウェント河（英語版）やニュージーランドの首都のウェリントンには、開拓時代の入植者によって「鯨がうるさくて眠れない」という伝聞が残されており、ダーウェント河では「鯨の背中を渡って向こう岸にたどり着ける」とも表現される程の鯨がいたとされているが、これらの地域では現在はセミクジラを見る事は稀である。
とくにニュージーランドやオーストラリアなどの開拓の歴史と本種の捕鯨の結びつきは深く、捕鯨を主産業として多くの人々が入植した。
セミクジラ属全体が大型鯨類でとくに減少が激しく、それゆえに大型鯨類では最初に保護が提言され、1935年には全てのセミクジラ属の捕獲の禁止が決定された。しかし、日本をふくむ複数の捕鯨推進国が反対し、とくに日本とソビエト連邦による本属や他の絶滅危惧種の密猟が顕著であった。ソビエト連邦による大規模な違法捕鯨は「20世紀最大の環境犯罪」とも称され、数々の絶滅危惧種や他の種類が多大な影響を受け、これにより激減したミナミセミクジラの各個体群も複数存在し、今日の生息状況に直結している。日本はこのソビエト連邦による密猟と実質的に協力関係にあり、また独自に本種や他の保護対象種の密猟を続けた。その中には、後にシーシェパードの攻撃により航行不能になり、その後に正体不明の人物によって破壊された「シエラ号」もふくまれていた。このソビエト連邦による大規模な密猟は1990年代になって初めて詳細が明らかにされたが、これは当時のソビエト連邦の科学者たちが（命の危険性も含めて）迫害を受ける可能性を把握した上での公開だった。
また、近年もアフリカ諸国とラテンアメリカ諸国によって提唱されている、本種も保護対象に含む南大西洋の鯨類保護区の設立に、日本をふくむいくつかの捕鯨国が中心となって反対しており、2023年現在でも保護区の設立には至っていない。日本はこれまで、政府開発援助（ODA）を利用して支援国への捕鯨を支持する様に国際捕鯨委員会における「票買い」を行ってきたとされており、ドミニカ国の元環境・計画・農水大臣でありゴールドマン環境賞の受賞歴も持つカリブ自然保護協会の会長のアサートン・マーチン（英語版）は、日本によるODAの捕鯨への政治利用を「ODA植民地主義」と批判しており、大臣職を辞任したきっかけも南大西洋鯨類保護区の設立に反対する様に指示されたことへの抗議だったとしている。捕鯨問題#文化としての捕鯨も参照。

### ホエールウォッチング

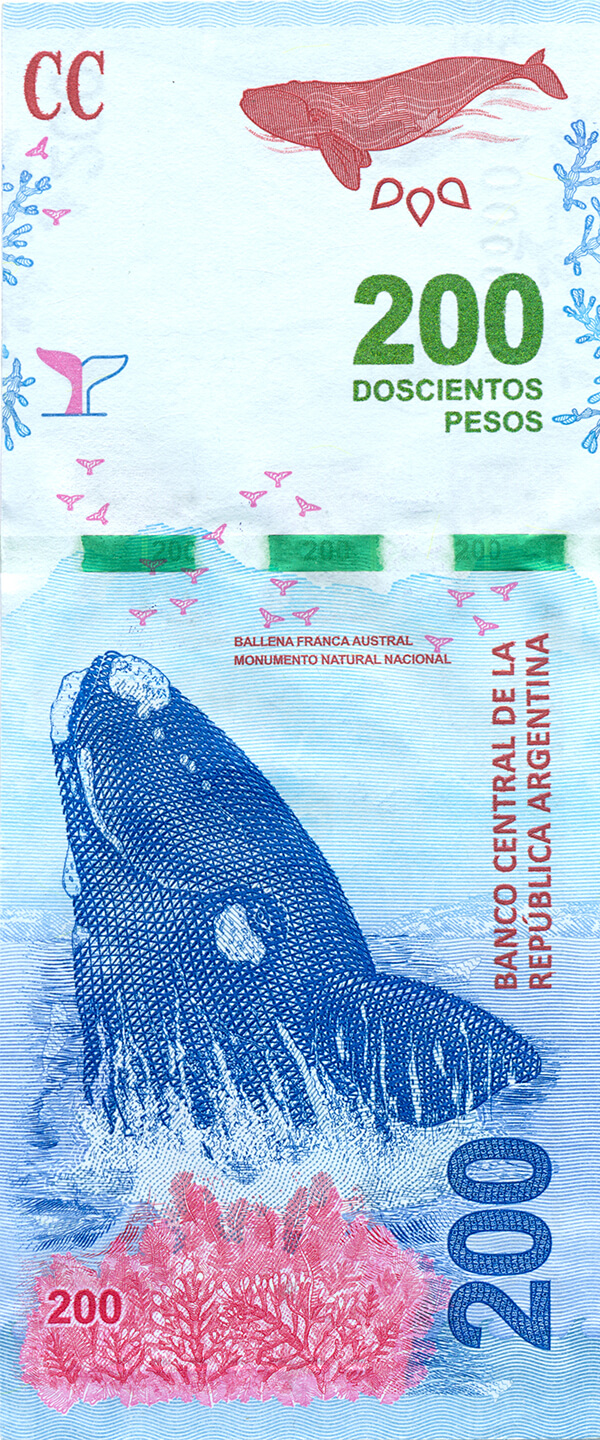
本種の回復を記念して発行された200ペソ紙幣（アルゼンチン）。

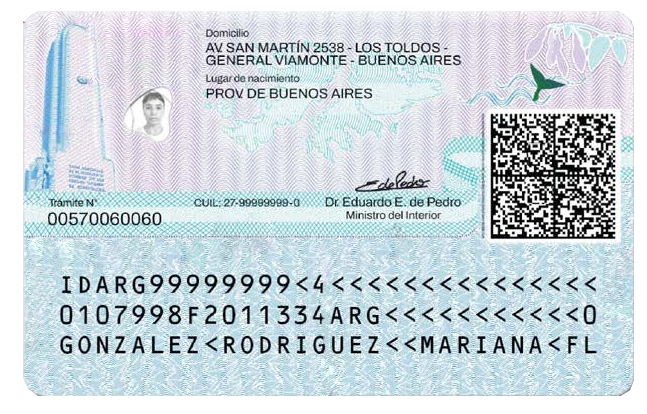
アルゼンチンの身分証明書（英語版）にも本種の尾が描かれている。

現在、セミクジラ属は全世界で保護対象となっており、ミナミセミクジラの場合はセミクジラ・タイセイヨウセミクジラと異なり回復している海域もあることから、それらの地域ではホエールウォッチングの対象としても人気である。
例えば南アフリカの沿岸は「ホエール・コースト」と呼ばれ、セミクジラの回遊を祝うフェスティバルも開催されており、陸上のサファリの対象として人気のアフリカ大陸の動物の代表的な5種を指す「ビッグ・ファイブ」に因んだ「海のビッグ・ファイブ」に本種も含まれている。アルゼンチンやウルグアイやブラジル、南アフリカの沿岸、オーストラリアの各地には、ミナミセミクジラの数がある程度回復している地域があり、観察対象とした観光業で有名である。
南オーストラリアのフォウラーズ・ベイ（英語版）の様に、経済の大部分をホエールウォッチングに依存している地域も存在する。
南アフリカのハーマナス（英語版）には、「ホエール・クライヤー」と呼ばれる、セミクジラの位置を観光客に知らせる事を生業とする人々がいる。
アルゼンチンのプエルト・マドリン（英語版）では、ミナミセミクジラがよく見られる海岸をゴールにしたマラソン大会や、セミクジラに因んだロードレースが開催されており、競技の最中やゴール地点でセミクジラを観察する事もできる。
本種と一緒に泳ぐツアーも行われているが、クジラへの悪影響を指摘する声も少なくないため、今後のモニタリングが必要とされている。
厳密なホエールウォッチング業ではないが、ニュージーランドの本土、オーストラリアの東海岸や南東岸やタスマニア州、チリやペルーの沿岸など、とくに現在の生息数や回遊が少ない地域を中心に、市民科学の一種として、市民による目撃情報やソーシャルメディア上の観察記録を積極的に募集して集計して調査に役立てられている。

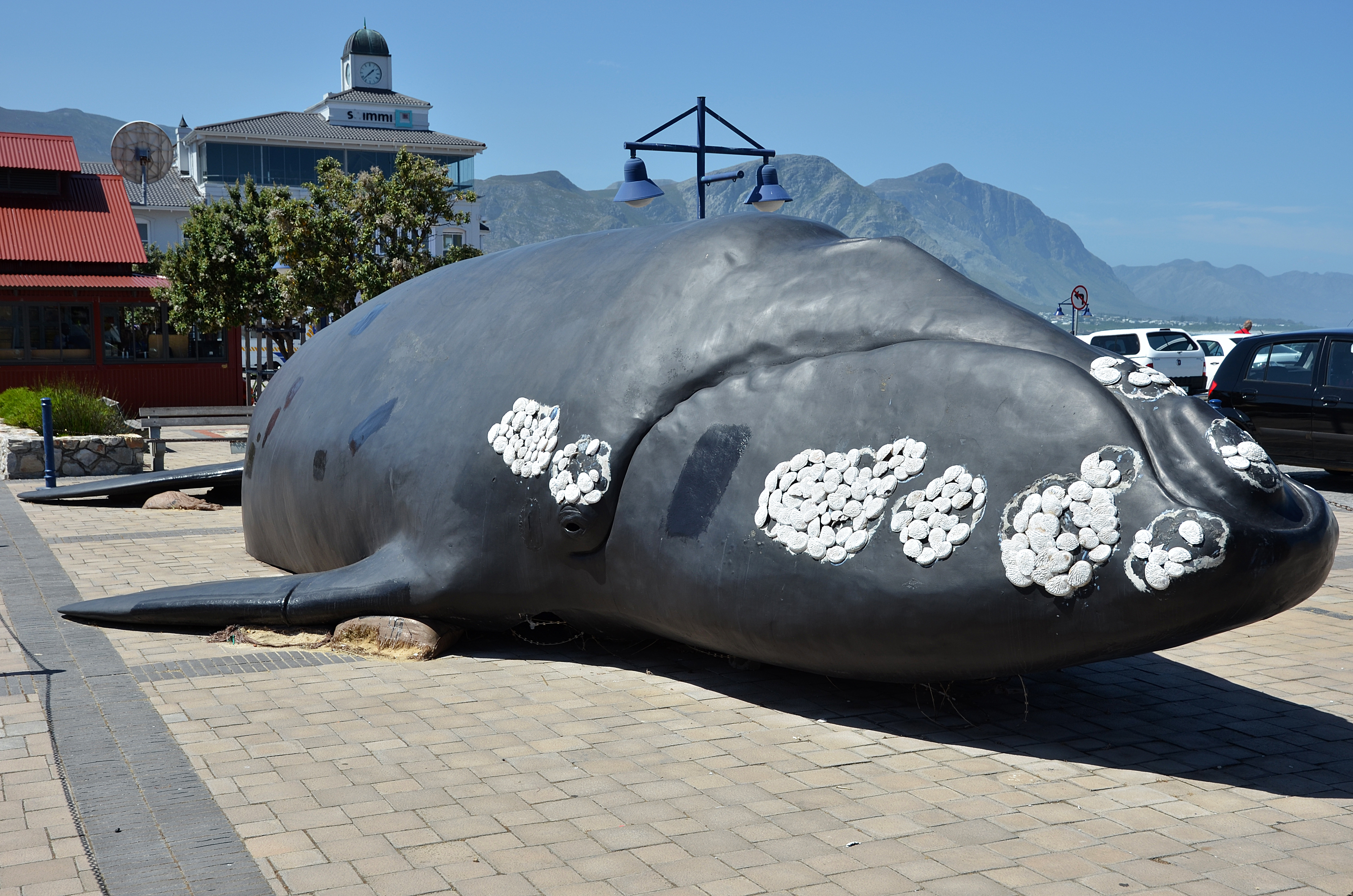
ホエールウォッチングをアピールする銅像（ハーマナス）
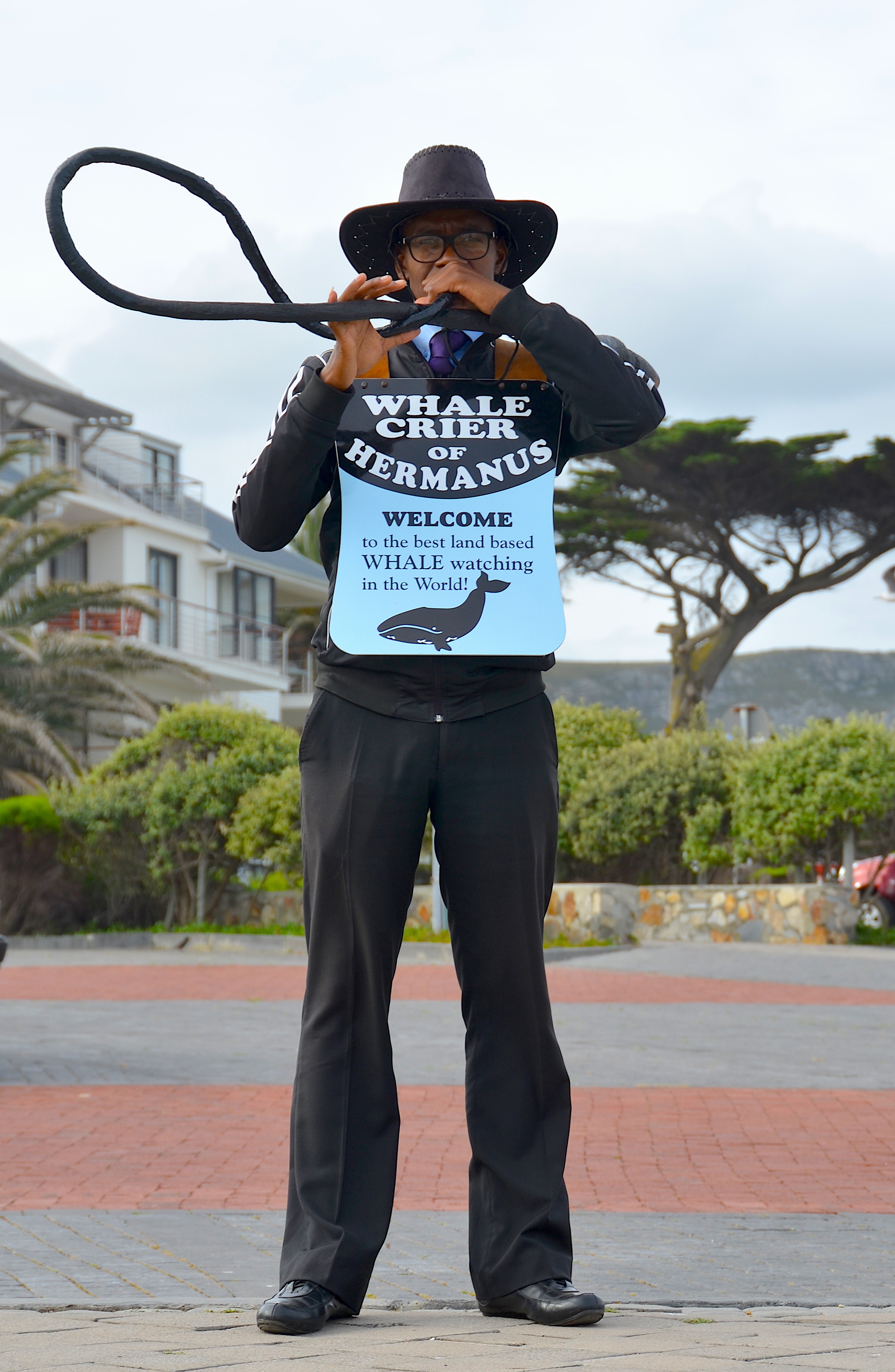
ホエール・クライヤー（ハーマナス）
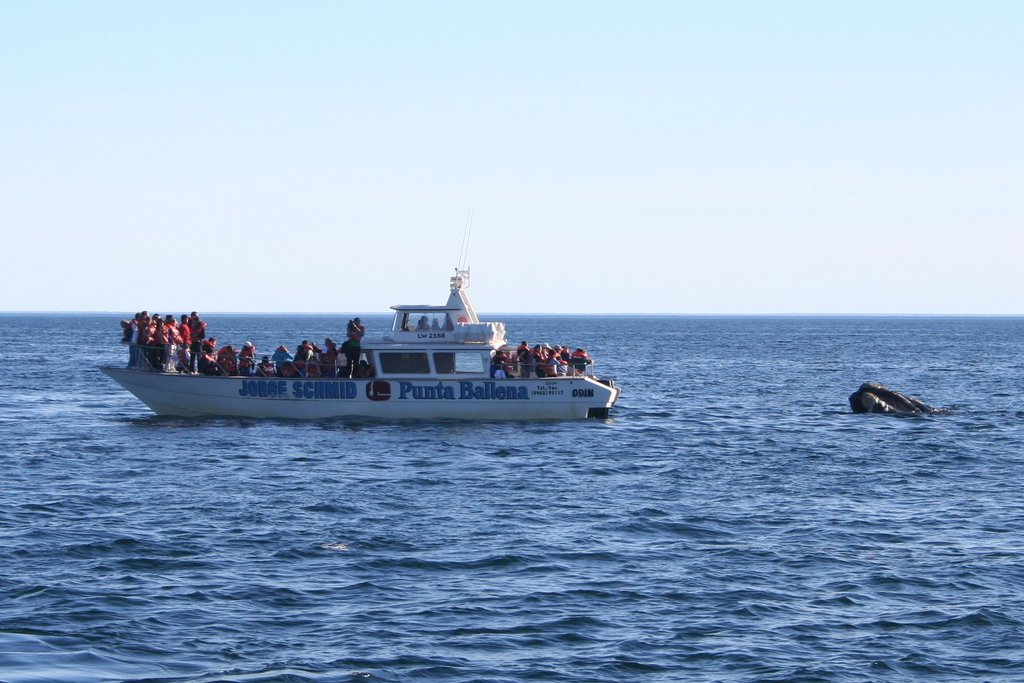
バルデス半島でのホエールウォッチング
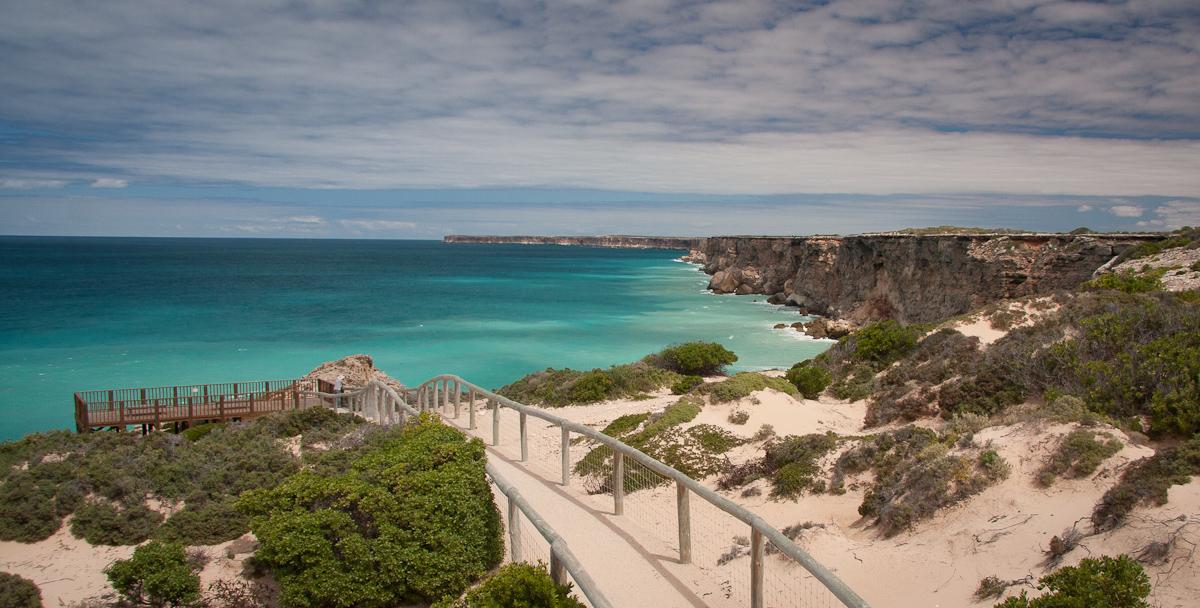
観察用のトレイル（ヤラタ）
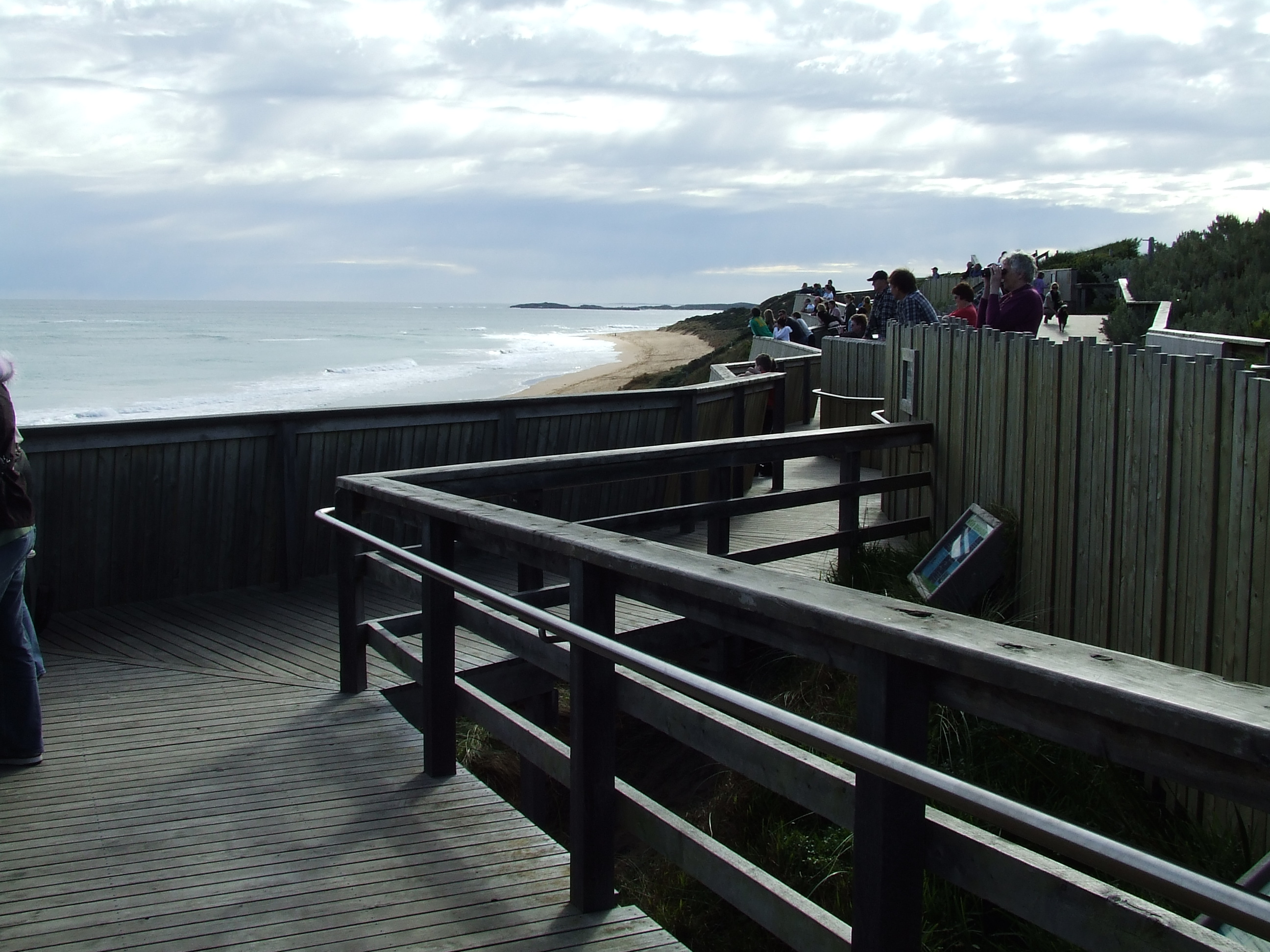
観察用のトレイル（ウォーナンブール）

### その他

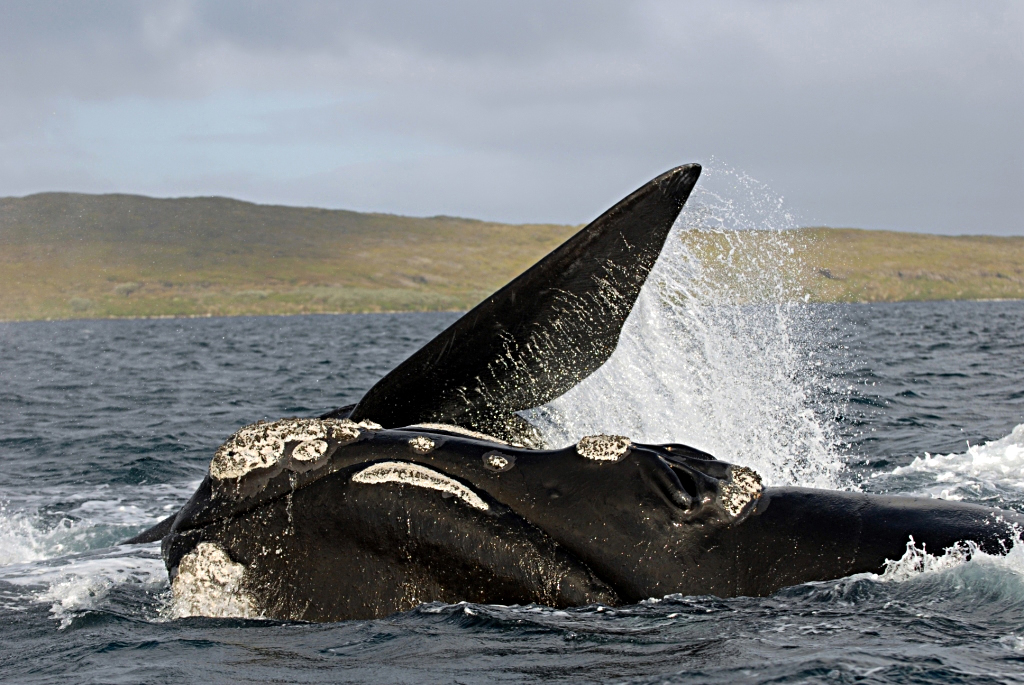
ロス湾（世界自然遺産のオークランド諸島）における繁殖行動

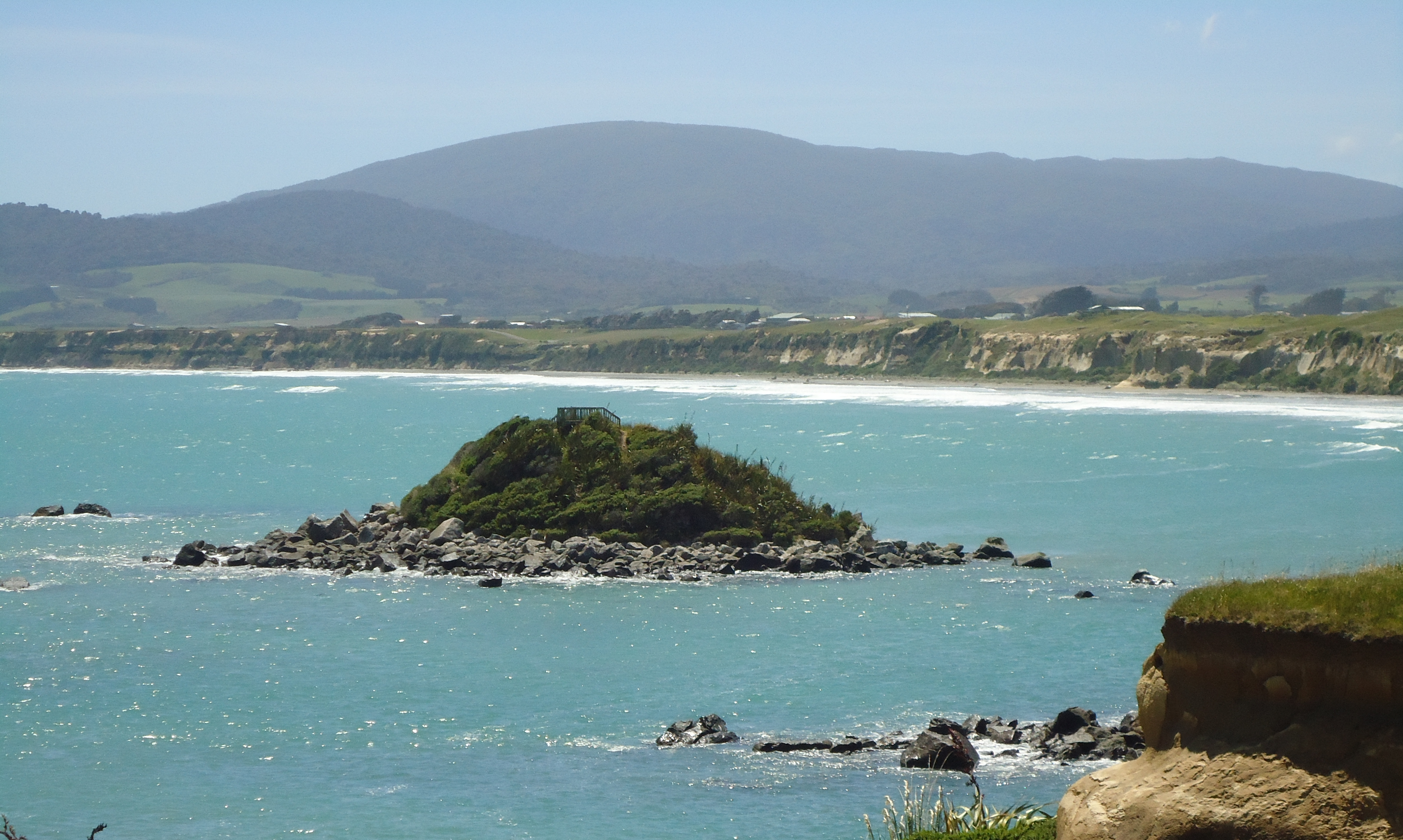
モンキー島（オレプキ）

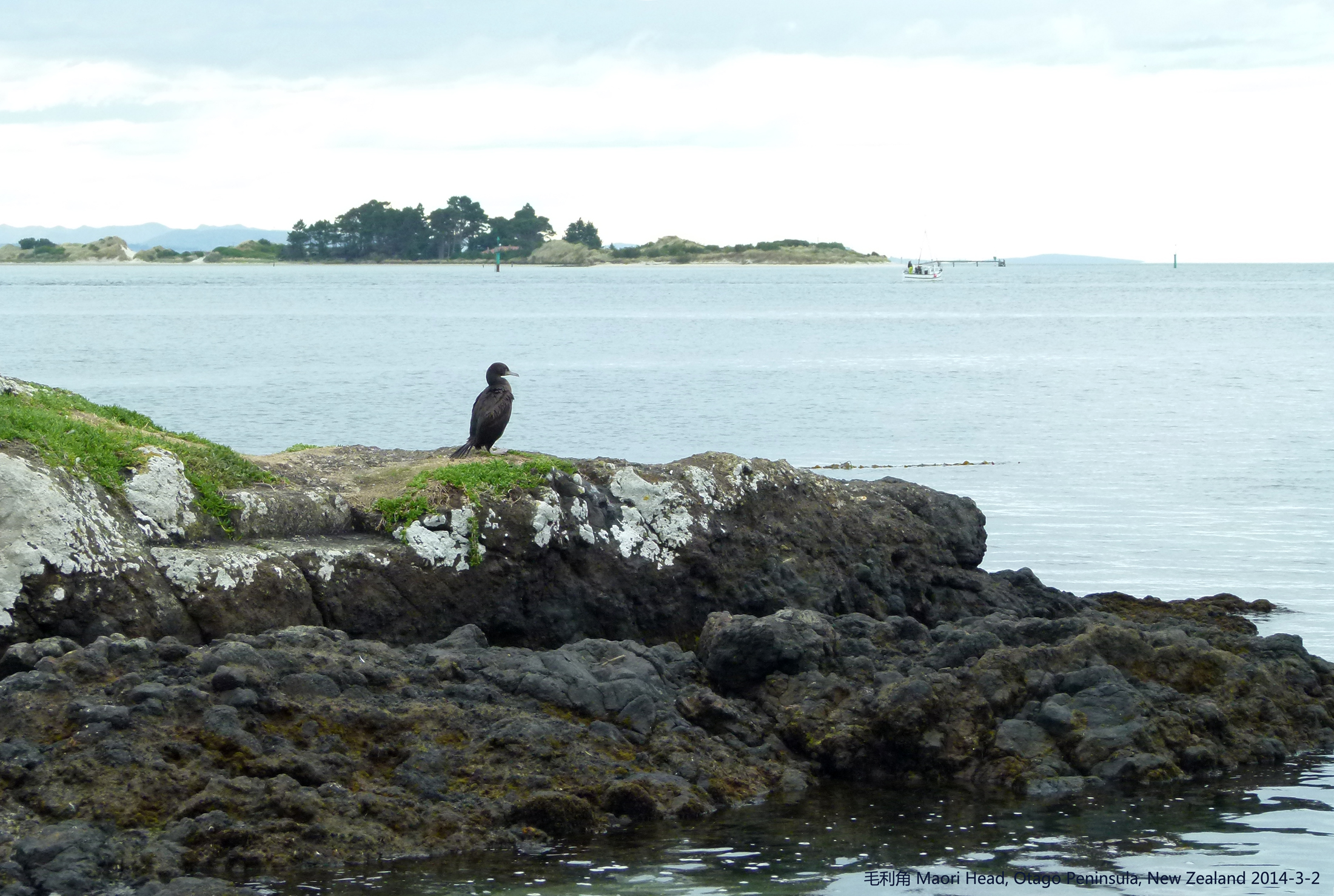
『ウェラーマン』の題材であるウェラーズ・ロック（ダニーデン）

ニュージーランド列島（アオテアロア）では、捕鯨以前には最大で2万8000頭から4万7000頭以上の個体がいたとされているが、商業捕鯨および違法捕鯨（密猟）によってわずか数十頭にまで激減し、ニュージーランドの本土では1928年から1965年までは一度も確実な記録が存在せず、1980年にとあるヨット愛好家が（世界自然遺産に登録される以前の）オークランド諸島のロス湾（英語版）で偶然にセミクジラ達を再発見し、キャンベル島での目撃も報告されたことを受けて、ニュージーランド空軍（英語版）が1992年にニュージーランドの亜南極諸島で目視調査を行い、セミクジラがニュージーランドに生存している事が判明した。
現在でも本土およびその周辺での確認数が非常に少ないが、かつてはこれらの海域にも豊富に棲息しており、マオリ族にとっても文化的に重要な対象として見られ、崇拝されたりなど親しまれた。『クジラの島の少女』でも描かれたように、本種またはザトウクジラがニュージーランド（アオテアロア）における創世神話において「勇者パイケア（英語版）」を死から救い、アオテアロアに運んでこの地に住んだ最初の人間になったともされており、タンガロア（英語版）やタニファの化身などとしても描かれてきた。「鯨」を指す単語の「Tohorā」が本種に使われるなど代表的な鯨の一種として見なされ、オレプキ（英語版）にあるモンキー島の様に、セミクジラの姿を観察して楽しんでいたという場所の伝承が残されている。現在、本種は他の鯨類と同様にマオリ族にとっての「宝」である「Taonga」（英語版）に指定されており、文化的・生物的な保護対象として見なされている。2024年には、マオリ族の王とクック諸島の酋長が鯨類に「法的人格」を認めるための共同声明を提出しており、これは2013年のインドの事例に類似している。
また、マオリ文化（英語版）における新年を祝う行事である「マタリキ」（英語版）に因んだ花火大会が毎年各地で開催されているが、2018年にはウェリントンのウォーターフロント（英語版）を中心に若いミナミセミクジラの雄が一週間以上滞在し、観察のために連日交通渋滞を引き起こしたり、国会議事堂の目の前でジャンプする姿が撮影されるなど国内全土で大きな反響を呼び、国外でも報道された。そして、ニュージーランド自然保護局（英語版）の助言を受けて、セミクジラへの影響を考慮して史上初めてこの花火大会が延期され、この個体の愛称が募集されて「マタリキ」に決まった。ウェリントン市議会（英語版）はマタリキをマスコットとして積極的にアピールし、一時的にマタリキ専用のフェイスブックのアカウントやインターネット・ミームが作られたり、商品化やイベントも行われた。その後、ダニーデンで他の鯨が観察されると、まるでウェリントンに対抗するかの様な報道がされていた。
上記の通り、現在のニュージーランド本土では本種の数が少なく、一般市民にとっては本種はあまり馴染みがなかったが、楽曲『ウェラーマン』のヒットやマタリキの出現などで本種の知名度が上がり、かつてはニュージーランド本土にも多数生息していたという事実を啓蒙するための書籍が出版されたりしている。
また、2023年にはマタリキとは別の個体が、やはりマタリキが2018年に滞在したのと同じエリアに4日間前後滞在して話題を呼んだ。

## 関連画像
- 水中を泳ぐ個体（バルデス半島）
- ヘッドスラップ（西ケープ州）
- スパイホップ（プエルト・マドリン）
- テールスラップ（バルデス半島）